# استان اربیل
استان اربیل (به کردی سورانی: پارێزگای هه‌ولێر) یکی از استان‌های هجده‌گانه کشور عراق، واقع در منطقه خودگردان کردستان است. اربیل به همراه استان‌های دهوک، حلبچه و سلیمانیه چهار استان کردستان عراق را تشکیل می‌دهند. ساکنان این استان کردهای اهل سنت هستند

## جغرافیا
این استان در شمال کشور عراق واقع شده و هم‌مرز با ایران و ترکیه است. از این استان دو شهرستان چومان و سوران هم‌مرز با ایران هستند.
شهر اربیل مرکز استان است و شهر رواندوز دیگر شهر مهم استان است.
مساحت استان اربیل ۱۵٬۰۷۴ کیلومتر مربع است

## شهرستان‌ها و بخش‌ها

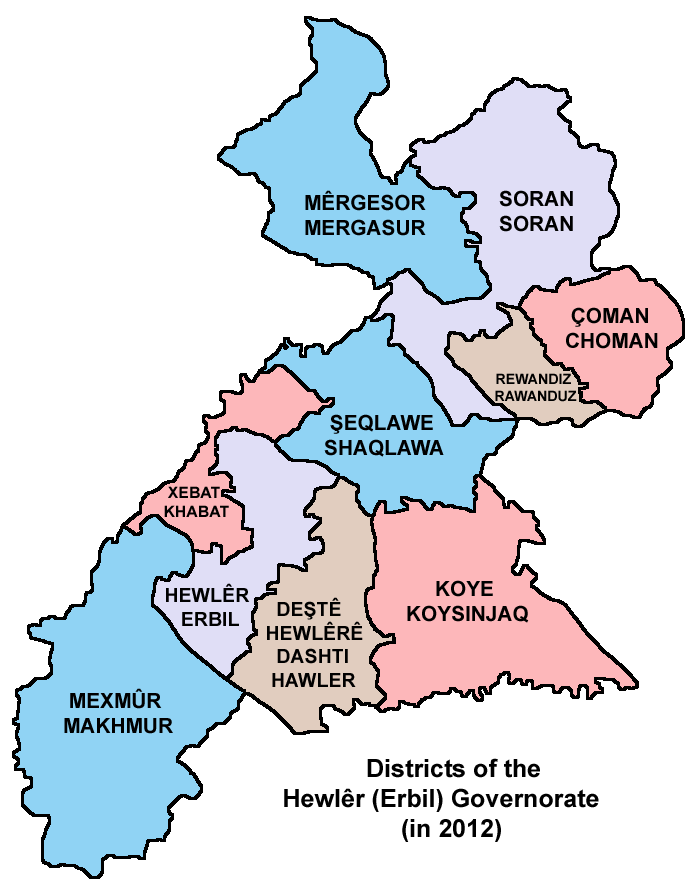
شهرستان‌های استان اربیل

استان اربیل دارای ۱۰ شهرستان (عربی: قضاء، کردی: قه‌زا) است که هر یک به بخش‌هایی (عربی و کردی: ناحیه) تقسیم شده‌اند. شهرستان‌های اربیل عبارتند از:
| شهرستان   | مرکز     | تعداد بخش‌ها |
| --------- | -------- | ----------- |
| اربیل     | اربیل    | ۴           |
| چومان     | چومان    | ۵           |
| خبات      | خبات     | ۴           |
| دشت اربیل | بنه‌سلاوه | ۵           |
| رواندز    | رواندوز  | ۲           |
| سوران     | سوران    | ۴           |
| شقلاوه    | شقلاوه   | ۶           |
| کوی‌سنجق   | کوی‌سنجق  | ۶           |
| مخمور     | مخمور    | ۴           |
| میرگه‌سور  | مرگه‌سور  | ۶           |

## اقتصاد
اقتصاد این استان بیشتر بر پایهٔ کشاورزی است که این بخش در جریان ستیز میان دولت صدام حسین و کردهای عراق به شدت آسیب دید. قاچاق کالا در زمان تحریم‌های سازمان ملل متحد، تا مدتی یکی از منابع بزرگ درآمد برای مردم این منطقه بود.

## نگارخانه

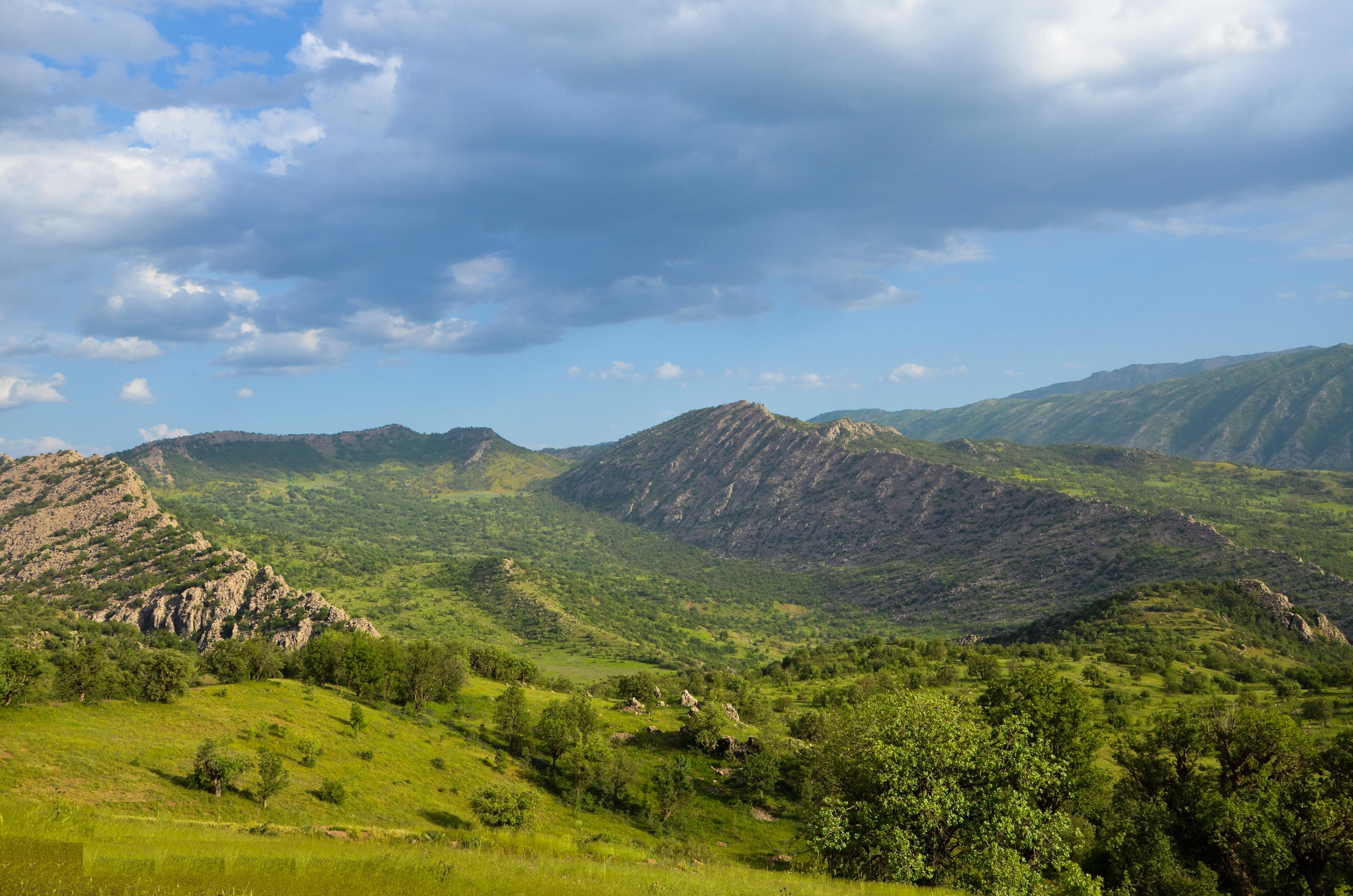
دره‌ای در جنوب شرقی روستای پندرو
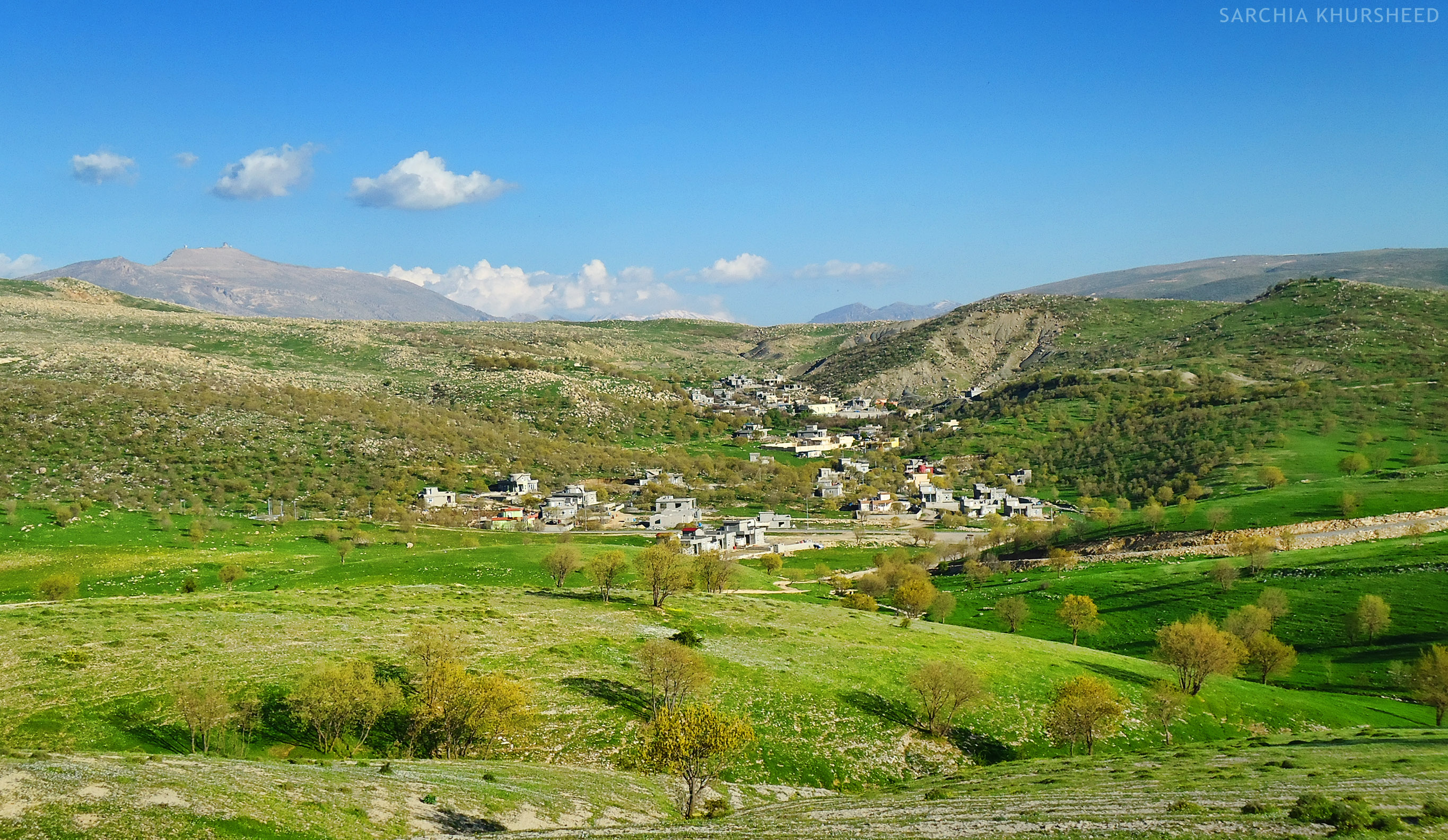
روستای به‌نوکه
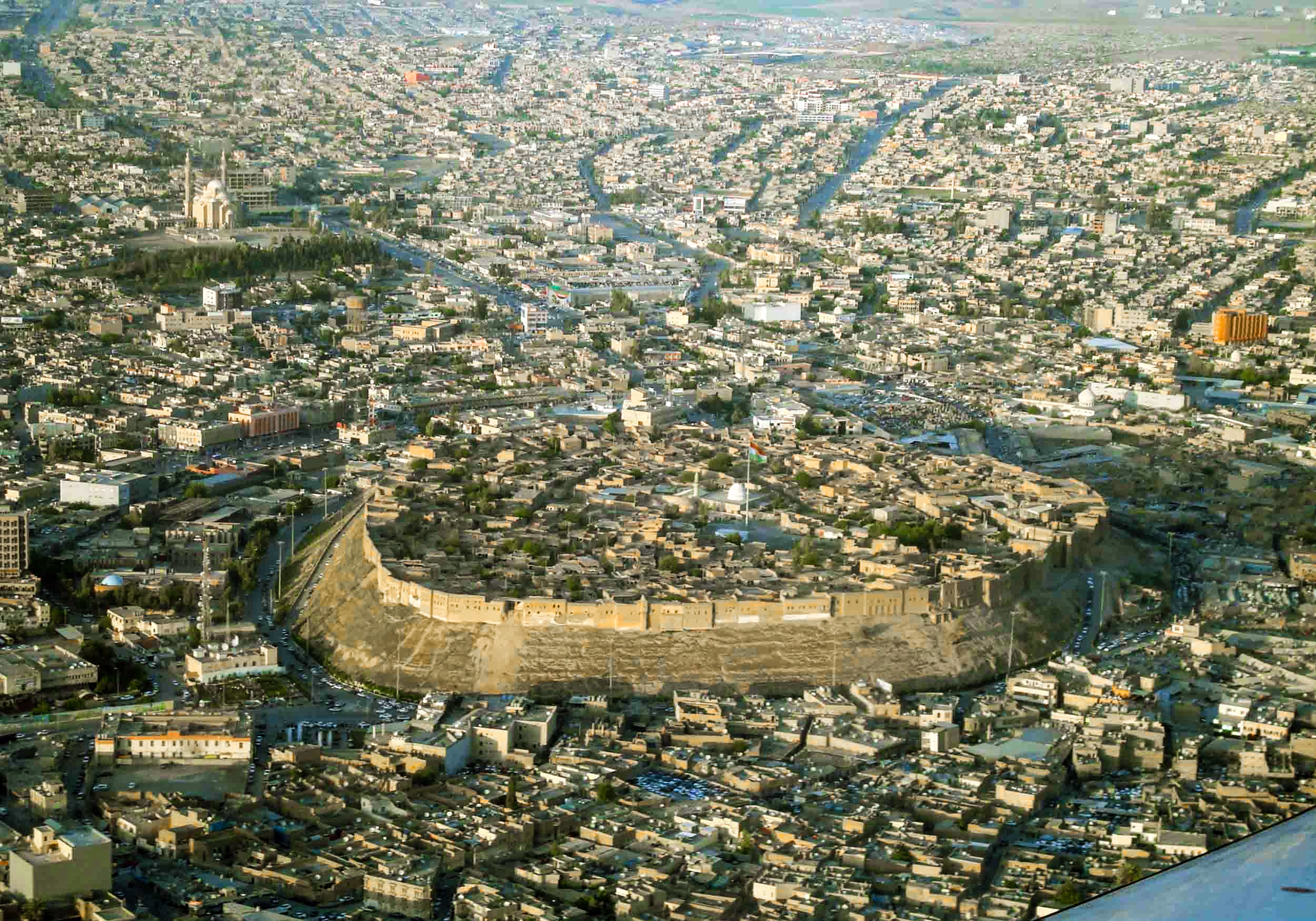
نمای هوایی ارگ اربیل که شهر اربیل آن را احاطه کرده است.
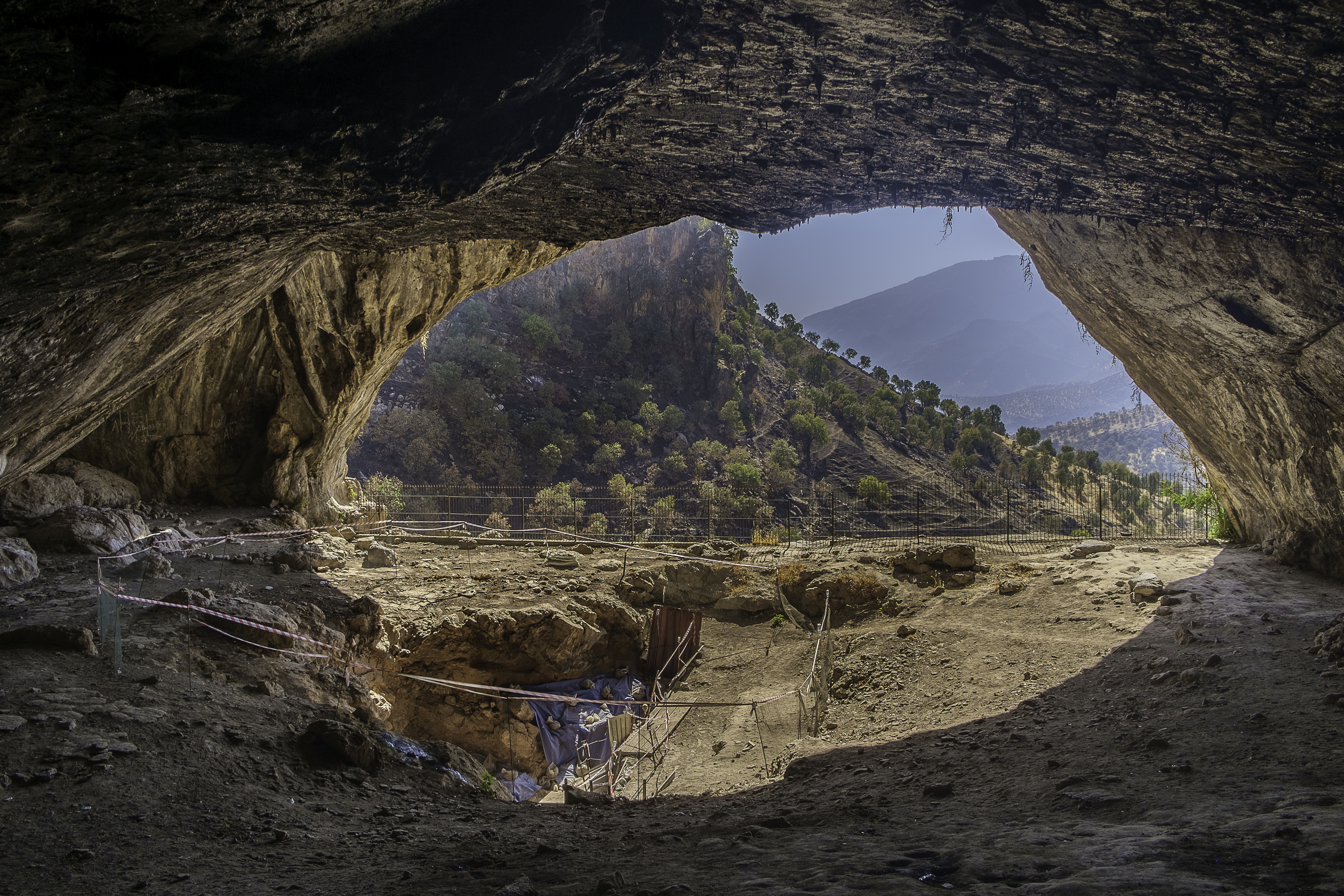
غار شانه‌در